# Leopoldo Saro Marín
Leopoldo Saro Marín (Morón, Santa María do Porto do Príncipe, atual Camagüey, 11 de janeiro de 1878 - Madrid, 19 de agosto de 1936) foi um militar e aristocrata espanhol, I Conde da Praia de Ixdain. Elevado à patente de general, Leopoldo Saro teve uma destacada participação na Guerra do Rif.

## Biografia
Filho do coronel de Infantaria Martín Lesmes de Saro e González e de María Martina Marín de Almansa, nasceu na então colônia espanhola de Cuba. Muito jovem ingressa na Academia de Infantaria e em 1895 é destinado a Cuba graduado como 2.º tenente onde participa em numerosas ações contra os insurgentes; regressa à península poucos meses antes da derrota espanhola nessa guerra.
Permanece de serviço em Madrid até que se desencadeia em 1909 a guerra de Melilla, onde é imediatamente mobilizado à frente. Desempenhou numerosas ações contra o inimigo, destacando na dramática ação do Barranco do Lobo, pela que seria Elevado a comandante e destinado de novo a Madrid, onde ocuparia diversos postos no Ministério da Guerra e o Estado Maior Central até que é nomeado coronel do Regimiento Inmemorial do Rei n.º 1.
Em 1921 a Guerra do Rif volta a destinar-lhe a Marrocos, onde se destaca em numerosas ações bélicas junto aos generais Cabanellas, Sanjurjo e Dámaso Berenguer entre outros, pelo que seria elevado à patente de general.
O já geral Saro foi membro do núcleo conspirativo conhecido como o Quadrilátero que desempenhou um importante papel no golpe de Estado de Primo de Rivera de setembro de 1923 e que depois do sucesso do mesmo acabaria se instaurando uma Ditadura. Pouco aficionado à política e mais às fadigas da guerra, voltou rapidamente a África a organizar os preparativos do desembarco de Alhucemas, onde dirigiu com acerto uma das colunas de ataque, por cuja atuação é elevado a general de divisão e o monarca lhe outorga a graça de Conde da Praia de Ixdain.
De volta à península promove a criação —e preside— o Patronato de Casas Militares dantes de ser ascendido a tenente geral, ocupando uma das capitanias gerais.
Com a chegada da Segunda República, o general Saro é separado do serviço e processado pelo Tribunal de Responsabilidades Políticas por sua atuação no pronunciamento de 1923, pelo que é sentenciado em 1932 pelo delito de alta traição e auxílio, e ingressa em prisão, para ser anistiado em 1934 e passar à situação de 2.ª reserva.
Foi assassinado em Madrid em 19 de agosto de 1936 por milicianos republicanos, apesar de não estar provada sua adesão à recente sublevación militar.

## Atividades

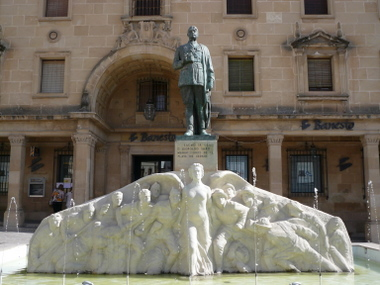
Estátua do Geral Saro em Úbeda (Jaén)

À margem de sua carreira militar, promoveu numerosas atividades para o desenvolvimento social, cultural e econômico da província de Jaén à que estava unido por laços familiares. Destacam a construção da estrada de ferro Baeza-Utiel[5] —ao que o ditador Francisco Franco qualificaria como o «capricho do General Saro»— e a Comunidade de Regantes do Canal de Jandulilla, bem como em Úbeda, a biblioteca municipal, vários grupos escolares, o Parador de Turismo, a reconstrução da Casa das Torres, a Escola de Artes e Ofícios e o Teatro Ideal Cinema. Por todo isso e mediante assinatura popular, o escultor local e discípulo de Mariano Benlliure, Jacinto Higueras,[8] erigiu um monumento em sua honra ao que o escritor Antonio Muñoz Molina faz referência em sua novela Beatus Ille. A restauração de sua estátua na praça de Andaluzia de Úbeda gerou polêmica em 2006. Muñoz Molina refere-se à citada praça nas novelas Beatus Illescas e O ginete polaco como «a praça do General Orduña» em Mágina, trasunto de Úbeda.
Era Gentilhombre de câmara com exercício do Rei Alfonso XIII, estava em posse de três cruzes ao Mérito Militar de primeira, uma de segunda e duas de terceira classe  todas elas com distintivo vermelho bem como três cruzes de guerra Maria Cristina —duas de primeira e uma de segunda classe—, e também da grande cruz da Ordem de San Hermenegildo, bem como de numerosas condecorações nacionais e estrangeiras.

## Distinções

### Ordens
- Grande cruz de San Hemenegildo (Espanha).

### Militares
- Cruz do Mérito Militar com distintivo vermelho de primeira classe (Espanha). (3)
- Cruz do Mérito Militar com distintivo vermelho de segunda classe.
- Cruz do Mérito Militar com distintivo vermelho de terceira classe (Espanha). (2)
- Cruz militar de María Cristina de primeira classe (Espanha). (2)
- Cruz militar de María Cristina de segunda classe.

### Reconhecimentos
- Filho Adotivo da cidade de Úbeda (1910).[10]